# Challenger de Roseto degli Abruzzi 2023
El torneo Challenger di Roseto degli Abruzzi 2023 fue un torneo de tenis perteneció al ATP Challenger Tour 2023 en la categoría Challenger 75. Se trató de la 3ª edición; el torneo tuvo lugar en la ciudad de Roseto degli Abruzzi (Italia), desde el 17 hasta el 23 de abril de 2023 sobre pista de tierra batida al aire libre.

## Jugadores participantes del cuadro de individuales
| Favorito | País                        | Jugador              | Rank1 | Posición en el torneo |
| -------- | --------------------------- | -------------------- | ----- | --------------------- |
| 1        | Bandera de Austria          | Filip Misolic        | 143   | CAMPEÓN               |
| 2        | Bandera de Italia           | Franco Agamenone     | 147   | Cuartos de final      |
| 3        | Bandera de los Países Bajos | Jelle Sels           | 162   | Segunda ronda         |
| 4        | Bandera de Estados Unidos   | Emilio Nava          | 172   | Segunda ronda         |
| 5        | Bandera de Italia           | Andrea Pellegrino    | 173   | Cuartos de final      |
| 6        | Bandera de República Checa  | Dalibor Svrčina      | 207   | Semifinales           |
| 7        | Bandera de Rumania          | Nicholas David Ionel | 218   | Semifinales           |
| 8        | Bandera de Bélgica          | Gauthier Onclin      | 222   | Cuartos de final      |

- 1 Se ha tomado en cuenta el ranking del 10 de abril de 2023.

### Otros participantes
Los siguientes jugadores recibieron una invitación (wild card), por lo tanto ingresan directamente al cuadro principal (WC):
- Gianmarco Ferrari
- Giovanni Fonio
- Francesco Forti

Los siguientes jugadores ingresan al cuadro principal tras disputar el cuadro clasificatorio (Q):
- Jacopo Berrettini
- Ergi Kırkın
- Edoardo Lavagno
- Gian Marco Moroni
- Sumit Nagal
- Gabriele Piraino

## Campeones

### Individual Masculino
- Filip Misolic derrotó en la final a  Raphaël Collignon, 4–6, 7–5, 7–6(6)

### Dobles Masculino
- Dan Added /  Titouan Droguet derrotaron en la final a  Jacopo Berrettini /  Andrea Pellegrino, 6–2, 1–6, [12–10]